# Fernán Pérez de Andrade

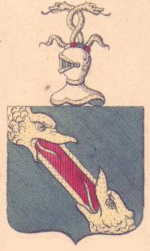
Brasão dos Andrade

Fernán Pérez de Andrade ou Fernã Perez de Andrade alcunhado o Bom (em galego, o Bô) (? - 1397) foi um cavaleiro galego nascido em data desconhecida ainda que parece que nasceu antes de 1330 e falecido entre 28 de julho e 21 de agosto de 1397.
Quarto filho de Roy Freyre de Andrade e de Inés González de Soutomaior, pertencente a uma estirpe de cavaleiros ligados à Ordem de la Banda desde sua criação em 1332 por Afonso XI. Casado com D. Sancha Rodríguez filha de Aras Pardo e Tarayga Affonso e com quem se sabe que teve duas filhas, Maria e Inés Fernandez, monjas de Santa Clara e um filho de que se desconhece o nome, ainda que em algumas fontes se diga que se chamava Nuño (este dado está por confirmar), que morreu a idade temporã deixando-lhe sem herdeiro varão, pelo que o herdeiro do senhorio familiar, em nada desdenhável, foi seu sobrinho D. Pedro Fernández filho de seu irmão D. Juan Freyre de Andrade.
Cavaleiro pronto para a batalha e afeiçoado à casa, a poesia e os livros de cavalaria segundo os parâmetros da época, atuou como mecenas e protetor da igreja ainda que bem se saiba que usurpou seus bens e abusou de seu poder no território que dominava quando lhe foi conveniente. Depois de uns anos de dúvidas e ambiguidades se posicionou ao lado de Henrique de Trastámara em seu confrento com seu meio-irmão Pedro I nos últimos anos de luta até seu assassinato em Montiel.
Depois da morte do rei e ascensão de Henrique II ao trono Fernán Pérez de Andrade desempenhou um papel importante ao lado do monarca e alcançou a posição de grande senhor na Galiza.

## Os Andrade

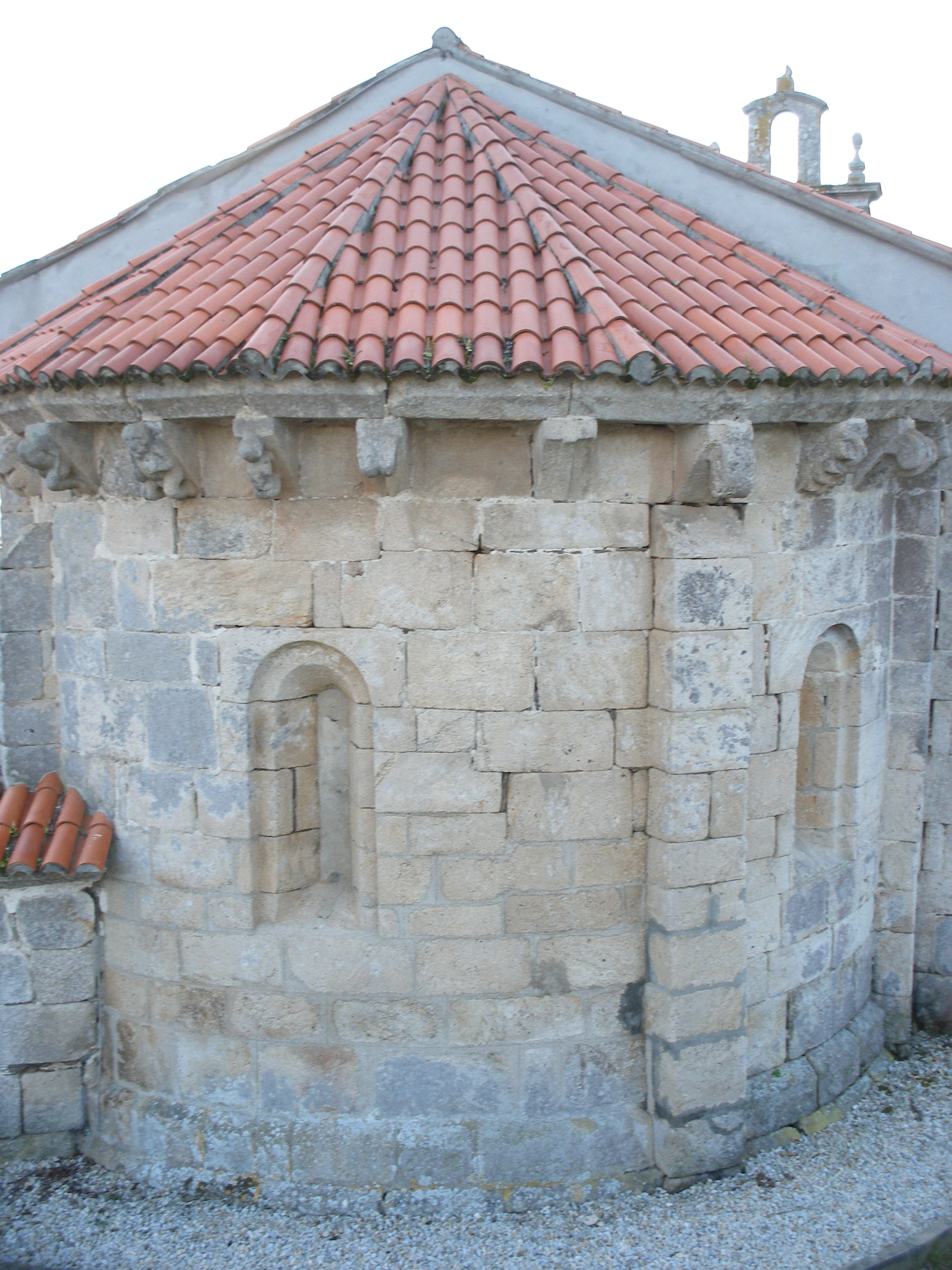
Abside da Igreja românica de São Martinho de Andrade

É provável que "Andrade" seja um antigo topónimo de origem celta -- segundo D. Isidro Millán -- que desde a Idade Média dá nome a uma freguesia do concelho de Pontedeume, São Martinho de Andrade. Este topónimo foi incorporando-se, como nome, a uma das famílias do lugar e a partir do séc. XII encontra-se em vários documentos; no entanto, é possível que tal topónimo fosse tomado por mais de uma família que por ali habitava e, portanto, é provável que pessoas com esse apelido não tivessem laços familiares, como ocorre também na atualidade.
Os primeiros Andrade documentados aparecem como vassalos da família Trava, que junto a outras famílias de fidalgos mantiveram uma discreta posição no panorama social até próximo ao séc. XIV, então seu poder na zona de Ferrol, Vilalba e Pontedeume cresceu até ser uma das famílias galegas mais influentes da época.

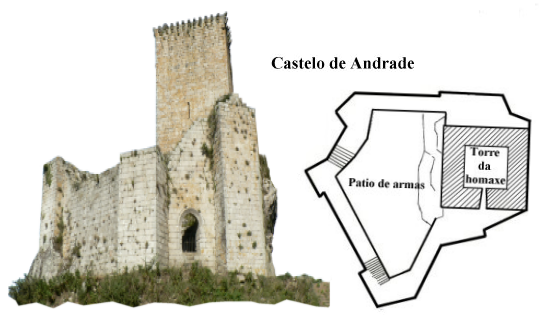
Castelo de Andrade (ou de Nogueirosa). Pontedeume

Com a figura de D. Fernán Pérez de Andrade o Bom -- o número IV com esse nome -- a família alcançou uma grande relevância em tempos de Henrique II de Castela e seus descendentes continuaram com a bonança familiar sendo já Fernando de Andrade (1477--1540) o primeiro que ostentou o título de conde de Andrade, título atualmente na posse da casa de Alba, e segundo de Villalba.
A maior parte de genealogias de autores do século XIX e XX que chegaram até nossos dias, os tem dito descender de grandes família de então como os próprios Froilaz-Traba mas estas genealogias contém pontos de união muito débeis, também contradições e são dificilmente explicáveis, em nenhum caso têm sido demonstradas até agora. Por não falar das histórias legendárias, que os unem a um dos cavaleiros que chegaram à Península por volta do século VIII, acompanhando a D. Mendo de Rausona, irmão do último rei longobardo de Itália.

## Fernán Pérez de Andrade, ambiente cavaleiresco e lealdade a Pedro I
Fernán Pérez de Andrade (IV) procedia de uma família de fidalgos e cavaleiros, vassalos de seu senhor, prestando suas armas a seu serviço.
Este ambiente familiar influiu sem dúvida no caráter guerreiro de Fernán Pérez de Andrade, sempre pronto a entrar em batalha porém também em seu caráter prudente e observador em uns tempos difíceis e pouco ou nada românticos. O fato de que dois irmãos de seu avô Juan Freyre de Andrade, estes eram Fernán Pérez (o III) e Pedro de Andrade, foram ajustiçados no Castelo de la Rocha em 1320, faz ver que não eram tempos em que a prudência devesse ser ignorada senão que devia esta estar rápida a ajudar a sorte a situar-se no bando ganhador.
Assim pois, eram os Andrade senhores de um pequeno domínio e como a grande maioria do momento aspiravam a ampliar seus territórios e a engrandecer sua linhagem, ao lado neste caso, de seu senhor natural D. Pedro Fernández de Castro. Afonso XI que era um entusiasta da cavalaria e a potencializou como estado social de grande altura e necessidade, criou a Ordem de la Banda -- primeira ordem laica do Ocidente -- e reinstaurou a investidura de cavaleiro ordenando-se ele mesmo e armando cavaleiros a outros vassalos de seu reino, outorgando-lhes a sua vez, permissão para fazer o mesmo com alguns dos seus. Assim pois, Pedro Fernández de Castro armou cavaleiros da Ordem de la Banda a 13 de seus vassalos no dia 10 de setembro de 1332, entre eles Nuño e Rui Freyre de Andrade, tio e pai respectivamente de Fernán Pérez de Andrade (o IV). (Libro de Ordenamiento de Banda-Crónica de Afonso XI)
Fernán Pérez de Andrade, que figura como escudeiro em vários documentos da época, obteve em 1356 as primeiras doações da mão do conde de Trastámara, naquele tempo já, D. Henrique. Casou com D. Sancha Rodríguez a única filha legítima de Aras Pardo, cavaleiro também da Ordem de la Banda, coisa que lhe dá a sua vez uma muito boa posição. Começou aqui sua caminhada ascendente porém sem dúvida se deveu complicar sua situação ao ter que posicionar-se na luta entre Pedro I e seu meio-irmão Henrique, aspirante ao trono.
Nos primeiros momentos da guerra fratricida e devido a difíceis e diversas circunstâncias muitos cavaleiros apoiaram aos sublevados e Fernán Pérez parece ser um deles, seguindo a seu senhor natural, D. Fernando Ruíz de Castro, que se posicionou contra Pedro nos primeiros momentos de luta.
Tempos depois D. Fernando Ruíz de Castro volveu sua lealdade ao rei Pedro para não abandonar-lhe jamais. Sem embargo, não está tão claro o que sucedeu com Fernán Pérez de Andrade. Tendo em conta que Henrique esteve no exílio entre 1356 e 1366 não parece provável dado o risco do assunto, que se posicionara a seu lado ademais se sabe que Fernán Perez lutou ao lado do rei Pedro na campanha contra Aragão em 1357, logo parece que seu lugar junto a Pedro durante esses anos era claro, apesar de que há autores que citam seu apoio a Henrique em determinados sucessos com em sua ida a Astúrias a partir de Ferrol em 1356.
Nestes anos e até 1362 Fernán Pérez conseguiu um importante patrimônio com muito bons benefícios. Devidos às heranças de sua família, às doações recebidas do Conde de Trastamara D. Henrique e a seu matrimônio com D. Sancha. Ademais conseguiu do rei Pedro um importante privilégio em 1364 com o que aumentou seu senhorio de maneira considerável e fortaleceu assim seu poder feudal.

## Câmbio de lealdades e sucessos de Montiel
Depois destes anos Fernán Pérez se passou definitivamente ao lado de Henrique, Pedro parecia ter a guerra perdida. Deveu lutar junto a Henrique já na batalha de Nájera em 1367 sem que se tenha dados de qual foi sua atuação na mesma nem o que sucedeu imediatamente depois.
Dois anos mais tarde, na noite de 22 ou 23 de março de 1369 morre o rei D. Pedro em Montiel, em um ato traiçoeiro às mãos de seu meio-irmão Henrique. Nestes factos vêem-se envolvidos vários cavaleiros e tudo aponta a que Fernán Pérez de Andrade foi um deles, sem que possa demonstrar-se com certeza.
Às tropas de Henrique acompanhavam as de Bertrand du Guesclin, em espanhol Beltrán Duguesclín, cavaleiro francês que liderava as Companhias Brancas vindas de França -- coisa que lhe vinha muito bem ao rei francês porque assim se tirava de cima umas hostes violentas e acostumadas à guerra, com as quais não sabia que fazer em caso da nova paz e que só podiam trazer-lhe problemas. Ao achar-se sitiado o rei Pedro intentou negociar a sua fuga com Bertrand du Guesclin e acompanhado de dois de seus homens foi até a tenda do francês onde se encontrava Henrique. Não se sabe com certeza se Bertrand du Guesclin conhecia a traição da que o rei estava sendo vítima ou foi algum outro cavaleiro que, sabendo da fuga que se ia lhe proporcionar, avisou Henrique. Tem sido adjudicada por alguns autores a ajuda que um cavaleiro proporcionou a Henrique ao sujeitar Pedro para que este o matasse, porém não parece lógico que Bertrand du Guesclin tivesse algo mais a ver neste assassinato que o de ser a sua tenda onde tudo sucedeu, pois era grande cavaleiro conhecido pela sua valentia e honra e não parece que ato tão reprovável pudesse vir de cavaleiro tão honorável.
Há afirmações que dizem que a atuação e a famosa frase de "Ni quito ni pongo rey, pero ayudo a mi señor" ante a mirada de Pedro é mais própria de Fernã Pérez de Andrade que de Bertrand du Guesclin -- de quem seu senhor, por outro lado não era Henrique se não o rei de França. Por todo o ademais, se afirma que todas as doações e benefícios que recebeu posteriormente à morte do rei foram uma recompensa pela sua ajuda tão oportuna neste momento.
Se bem que estas afirmações não são concludentes, os documentos que se encontram e que demonstram uma constante culpa de Fernã Pérez junto a Henrique fazem pensar que sim teve algo a ver nos acontecimentos antes descritos.

## Ascensão social e novas lutas
A partir de então Fernán Pérez atua já como grande senhor e é provável que já fosse cavaleiro, e não escudeiro, havendo sido armado quiçá entre 1369 e 1371. Começou a construção do Castelo de Nogueirosa enfrentando-se como o prior do mosteiro de Sobrado a quem pertenciam as terras do castelo. Atuou Fernán Pérez sem escrúpulos e inspirando temor como dizem as cronicas, deixando ver seu caráter violento e sem piedade, e abandonou definitivamente por aqueles anos o antigo castelo familiar para ocupar o novo castelo de Nogueirosa e dominar desde ali seu território.

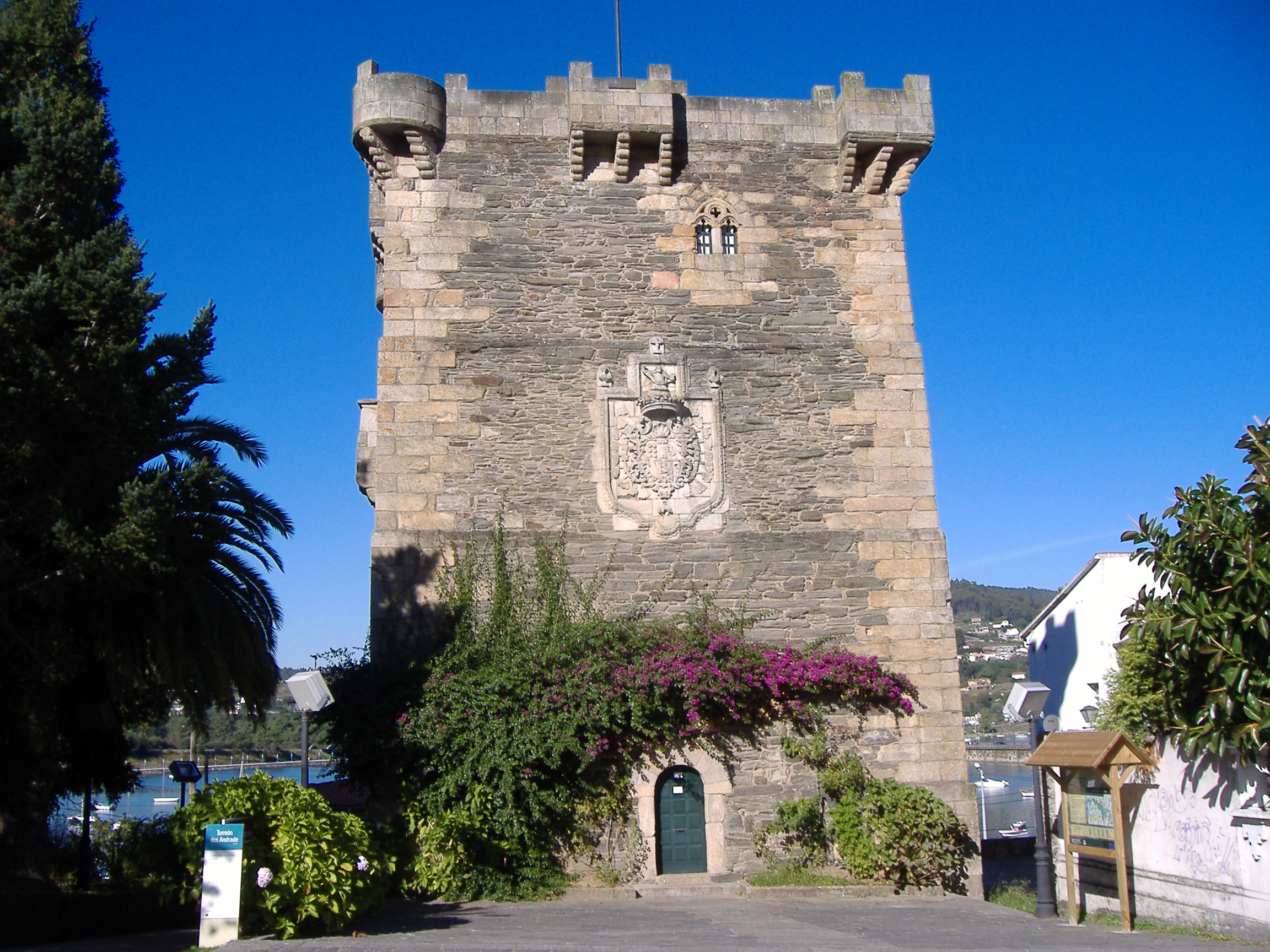
Pontedeume. Torreão dos Andrade.

Não parece que as guerras terminaram em Galiza, depois da subida ao trono de Henrique muitos cavaleiros petristas ofereceram o trono a Fernando de Portugal e lhe receberam em Galiza como verdadeiro rei. É o velho petrista D. Fernando Ruíz de Castro quem incitou tudo isto posto que continuou seu labor ainda depois de morto o rei.
Henrique ao inteirar-se voltou a Galiza acompanhado de Bertrand du Guesclin e outros cavaleiros, Fernán Pérez de Andrade entre eles, obrigando a D. Fernando voltar a Portugal. O irmão de Fernan Perez, D. Nuno Rodrigues Freire de Andrade, que foi mestre da Ordem de Cristo apoiou a causa portuguesa pelo que se mudou de Galiza a Lisboa.
Finalmente a guerra terminou entre 1371 e 1373 com diferentes tratados nos quais se exortou a exilar-se a Fernando Ruíz de Castro em Bayona. Neste tempo Fernán Pérez recebeu várias doações mais e adquiriu a condição senhor das vilas de Ferrol, Pontedeume e Vilalba com atribuições até então próprias do rei.
Fernán Pérez foi a mão direita do rei Henrique em Galiza, até tal ponto que foi o encarregado de realizar as preparações da boda do filho deste, D. Fadrique com D. Beatriz de Portugal.
Em 1371 foi nomeado governador da Corunha. Em 1384 participou na contenda dinástica entre João I de Castela e João I de Portugal.
Em 1386 se enfrentou ao Duque de Lancaster em uma nova guerra dinástica de Castela e defende a Corunha ainda que uma vez mais não está clara sua atuação e se realmente defendeu a cidade ou a entregou ao inglês. Depois do matrimônio de Catalina, filha do Duque de Lancaster e neta de Pedro I, com o futuro Henrique III terminou a guerra e Fernán Pérez tomou de novo o poder da cidade.
Sua ascensão culminou ao redor de 1391 ano em que já estava casado, depois de enviuvar de sua primeira esposa, com sua segunda mulher D. Constanza Moscoso, de uma importante família de cavaleiros de Galiza o que voltou a demonstrar sua boa posição.
Fernán Pérez de Andrade ostentou cargos públicos de nomeação real até ao final de seus dias e deixou um legado bastante maior que o que recebeu situando a família em um dos lugares mais destacados do panorama galego.

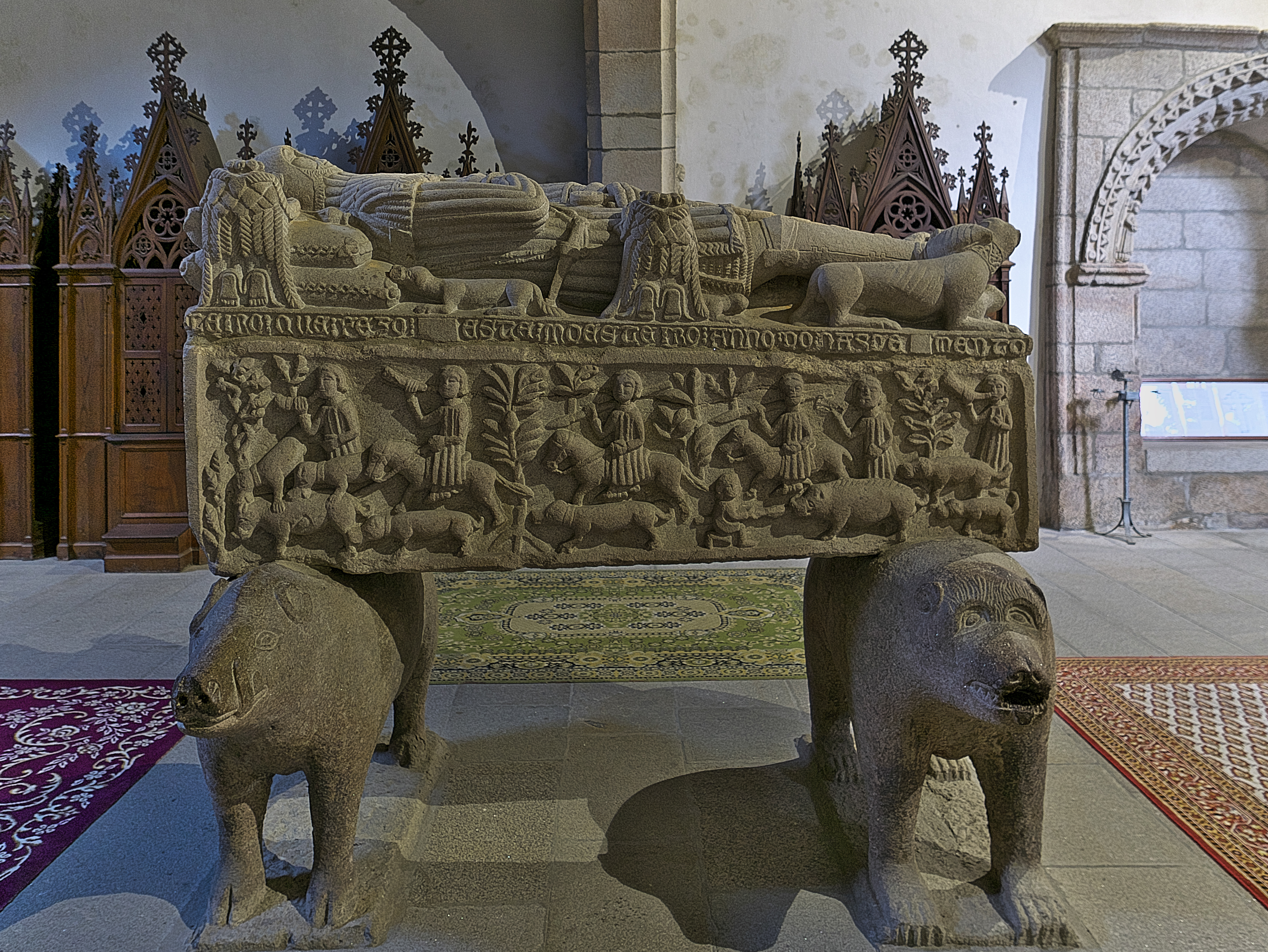
Sepulcro de Fernán Pérez de Andrade, Igreja de S. Francisco, Betanzos

## Algumas obras
Foi D. Fernán Pérez de Andrade um homem afeiçoado à cultura segundo os padrões de cavaleiro da época, se preocupou muito de que seu nome se fizera importante tanto nos homens de seu tempo refletindo seu poder feudal, para o qual semeou seus territórios de castelos, como de que sua linhagem e sua memória transcenderiam pelo que realizou numerosas obras civis e religiosas também que ainda hoje se conservam.
Entre elas sete pontes entre as quais se conservam a que cruza o rio Tambre, de três metros de largura e um arco único ogival, a ponte sobre o rio Eume com 913 metros e se sabe que tinha 79 arcos, atualmente só tem 15 e só se conserva o material de assentamento, era tão grande a ponte que no meio havia um hospital de peregrinos com 12 camas e uma capela dedicada ao Espírito Santo ... ., o Castelo de Nogueirosa conservado em parte, a Torre de Homenagem do antigo Castelo de Andrade com 12 metros de largura e 18 de altura. Promotor também de numerosas igrejas entre elas a Iglesia de S. Francisco e de Sta. María de Azougue em Betanzos, promotor das fundações de San Pantaleon de Cabanas, Sta. Maria de Cabanas e San Paulo de Riobarba...

## Conclusões
D. Fernán Pérez de Andrade foi um cavaleiro que viveu segundo os cânones de sua época, seguiu o modelo cavaleiresco ajustando-o a seu próprio interesse e se bem sua memória se liga ao nome de "o Bóo" o Bom, não se pode esquecer a atuação abusiva e sem escrúpulos com que atuou, tendo a habilidade de beneficiar-se dos acontecimentos e de situar-se sempre no lado ganhador.
Passou à posteridade como grande mecenas e cavaleiro leal de Henrique sendo o primeiro grande cavaleiro da família que seria considerado grande senhor e dando lugar a uma estirpe que receberia mais adiante o condado de Andrade.